# Уусікаупункі

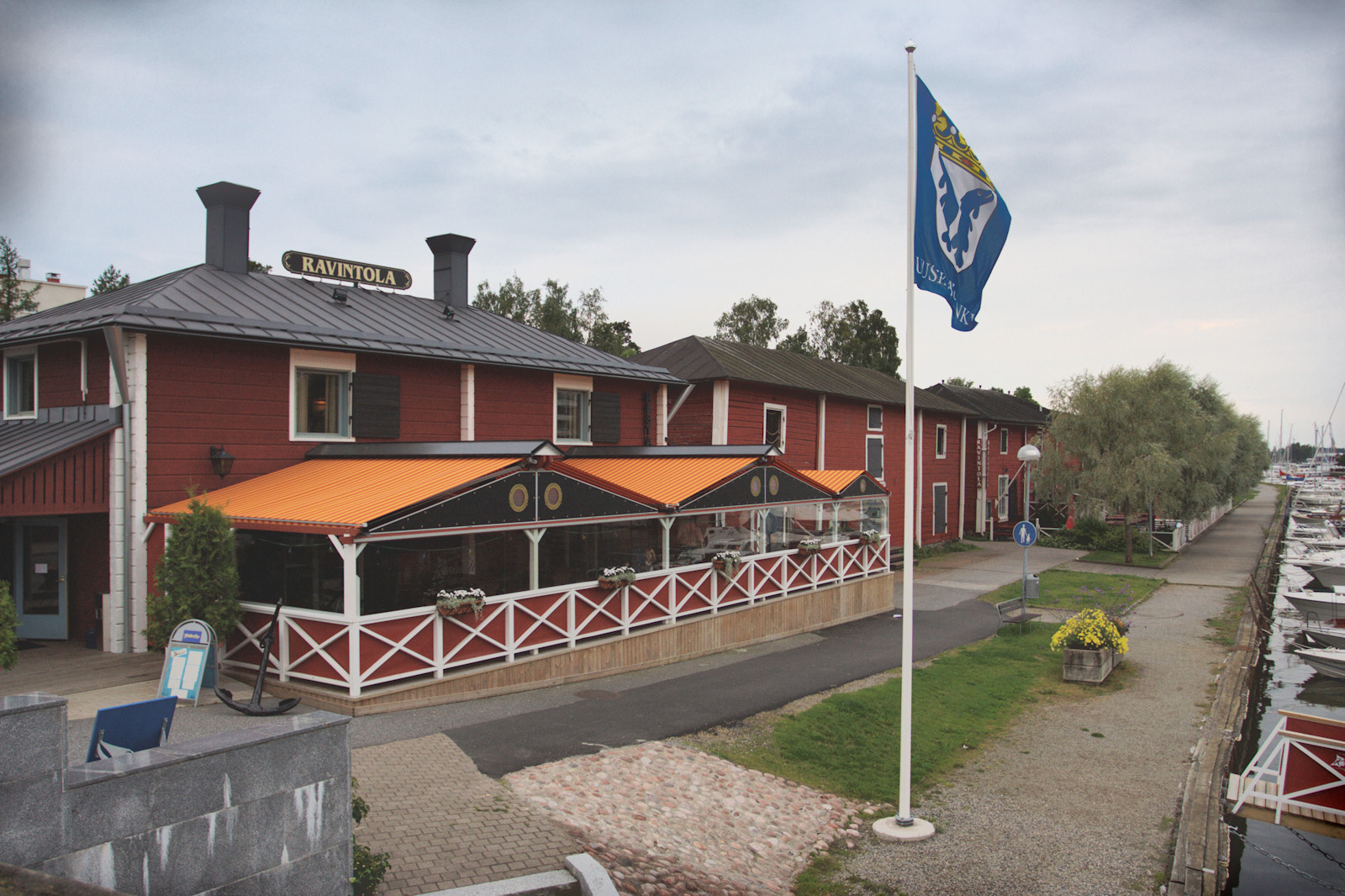
Міська гавань

Уусікаупункі (фін. Uusikaupunki Фінською: [ˈuːsiˌkɑu̯puŋki] ( прослухати) — нове місто, стара російська назва — Ништадт (швед. Nystad фінляндська шведська: [nyːstɑːd])) — муніципалітет та одне з найстаріших міст у Фінляндії, морський порт, розташований на узбережжі Архіпелагового моря. Знаходиться в провінції Південно-Західна Фінляндія, ляні Західна Фінляндія. Засновано в 1617 році шведським королем Густавом II.
У 1721 році в Ништадті був підписаний Ништадтський мирний договір між Швецією і Росією.
Площа муніципалітету — 1 932 км². Населення — 16 198 жителів (2005).
Щоденне сполучення зі Швецією забезпечують два пороми. Уусікаупункі також є туристичним центром.

## Місто-побратим
- Valga Cityd, Естонія
- Антсла, Естонія (1993)[6][7]
- Варберґ, Швеція (1946)[6]
- Гадерслев, Данія (1949)[6]
- Естгаммар, Швеція[6]
- Саннефіорд, Норвегія (1948)[6]
- Сентендре, Угорщина (1990)[6]

## Уродженці
- Ілмарі Унго (1906—1961) — фінський актор, кінорежисер та сценарист.